# Otello (opera Gioacchina Rossiniego)
Otello (wł. Otello ossia Il moro di Venezia) – opera seria w trzech aktach skomponowana przez Gioacchina Rossiniego, do której libretto napisał Berio di Salsa. Wystawiona po raz pierwszy w Teatro del Fondo w Neapolu w 1816 roku.

## Okoliczności powstania utworu
Niepowodzenie Gazety skłoniło Rossiniego do poważniejszego i bardziej skrupulatnego potraktowania pracy nad kolejnym utworem. Libretta, opartego na tragedii Szekspira, dostarczył neapolitański arystokrata, markiz Berio di Salsa, człowiek o wybitnej inteligencji, wielkiej kulturze umysłowej ale nie tak świetnych zdolnościach literackich. Dodatkowo skrępowany ówczesnymi konwencjami operowymi, dostarczył tekstu, mocno deformującego pierwowzór i bardzo nierównego. Premiera odbyła się 4 grudnia 1816 roku w Teatro del Fondo. Opera odniosła olbrzymi sukces i w krótki czasie zdobyła sceny europejskie. Rola Desdemony stała się partią popisową największych sopranistek epoki. Oprócz Izabeli Colbran tryumfy święciły w niej Giuditta Pasta, Maria Malibran, Rosa Morandi i Henriette Sontag. Uważana za jedną z najwybitniejszych oper epoki została przyćmiona w drugiej połowie XIX wieku przez arcydzieło Verdiego. Po osiemdziesięcioletniej przerwie w sezonie 1963/64 została ponownie wystawiona przez operę rzymską odnosząc olbrzymi sukces, który skłonił dyrekcję do wznowienia utworu również w następnym sezonie.

## Osoby

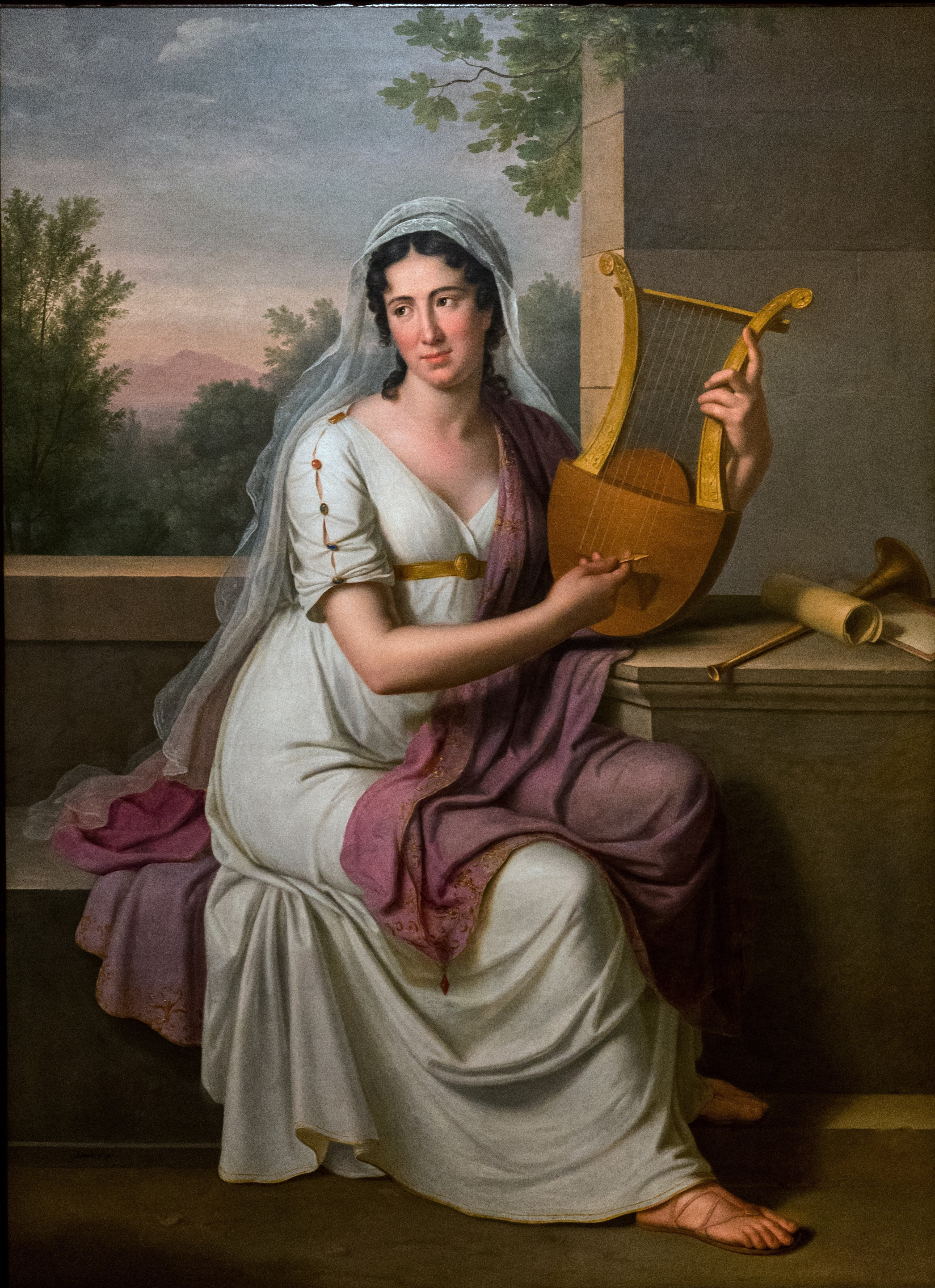
Izabela Colbran

| Rola                         | Głos        | Premiera 4 grudnia 1816 (Pierwsza obsada) |
| ---------------------------- | ----------- | ----------------------------------------- |
| Otello                       | tenor       | Andrea Nozzari                            |
| Desdemona                    | mezzosopran | Isabella Colbran                          |
| Rodrigo                      | tenor       | Giovanni David                            |
| Jago                         | tenor       | Giuseppe Ciccimarra                       |
| Emilia, powiernica Desdemony | mezzosopran | Maria Manzi                               |
| Elmiro, ojciec Desdemony     | bas         | Michele Benedetti                         |
| Doża wenecki                 | tenor       | Gaetano Chizzola                          |
| Lucio                        | tenor       | Nicola Mollo                              |
| Gondolier                    | tenor       | Nicola Mollo                              |

## Treść

### Akt I
Zwycięski Otello wraca z wojny do Wenecji witany z honorami przez dożę i senat. Tryumf wywołuje źle ukrywaną zazdrość oficera Jagona i syna doży, Rodryga. Obydwaj chcą się zemścić. Jago za pominięcie w awansie. Rodrygo za odtrącenie go przez zakochaną w Otellu Desdemonę, córkę senatora Elmiro Barbarigo. Desdemona przyłapana przez ojca na pisaniu listu miłosnego do Otella, naiwnie tłumaczy, że adresatem listu jest Rodrygo. Elmiro przekazuje list Rodrygowi i nalega na jak najszybszy ślub. Ceremonię ślubną zakłóca jednak Otello, porywając Desdemonę. Elmiro przeklina córkę za nieposłuszeństwo i związek z czarnoskórym.

### Akt II
Desdemona ponownie odtrąca Rodryga oświadczając, że poślubiła już potajemnie Otella. Rodrygo daje za wygraną. Jago nie chce się jednak poddać. Przekazuje Otellowi list napisany rzekomo do Rodryga. Otello przekonany o zdradzie żony poprzysięga jej zemstę. Wyzywa Rodryga na pojedynek. Desdemonie nie udaje się pojednać zwaśnionych mężczyzn.

### Akt III
Desdemona siedząc w swej komnacie, niepokoi się, że nie zobaczy już Otella; od dnia pojedynku nie ma o nim żadnej wieści. Ogarniają ją złe przeczucia. Rozpętuje się gwałtowna burza, niepokój Desdemony wzrasta. Przybywa Otello. Nie zważając na tłumaczenia żony, zabija ją ciosem sztyletu. Tymczasem służący Lucio przynosi wiadomość, że Jago, śmiertelnie raniony w pojedynku przez Rodryga, wyznał przed śmiercią prawdę o swej intrydze. Przybywają doża i Elmiro z orszakiem. Wyrażają zgodę na małżeństwo Otella z Desdemoną. Ten jednak pokazuje im trupa żony i sam przebija się sztyletem.

## O operze

### Libretto

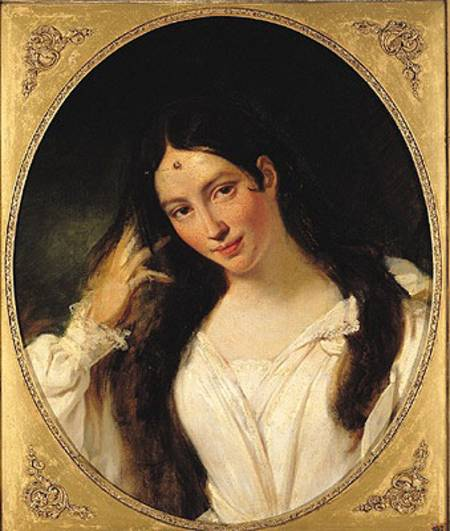
Maria Malibran jako Desdemona. Obraz François Bouchota (1834)

Akt I i II libretta niewiele mają wspólnego z tragedią Szekspira, dopiero III akt trzyma się wierniej fabuły dramatu. Skomplikowaną intrygę Berio zastąpił listem bez adresata, z powodu którego Otello zabija niewierną żonę. Przy czym o ile Otellem szekspirowskim kieruje głęboka miłość i zrodzona z niej zazdrość, o tyle Otello Beria powoduje się wyłącznie urażoną dumą. W miejsce głęboko kochającego i cierpiącego bohatera, pojawia się gbur i prostak, zdolny tylko do pokrzykiwań i wybuchów gniewu. Postacią bladą i konwencjonalną jest, odgrywający kluczową rolę u Szekspira Jago. Podobnie pozbawieni wyrazu są Rodrigo i Elmiro, który jedynie w scenie przekleństwa rzuconego na córkę nabiera nieco życia. Pominięty został pełniący w tragedii ważną rolę Kasjo, a Emilia powiernica Desdemony nie bierze w akcji istotnego udziału. Jedyną postacią naprawdę ludzką i poruszającą jest Desdemona i ją wypada uznać za prawdziwą bohaterkę opery. Stendhal i Byron pełni uznania dla muzyki Otella, libretto osądzili bardzo surowo. Byron pisał do swego znajomego, Mr. Rogersa, w liście z 3 marca 1818 roku: Widziałem męczeństwo Otella w operze. Muzyka jest bardzo dobra, choć raczej smętna, lecz w libretcie najpiękniejsze sceny z Jagonem zostały pominięte. Chusteczka została przekształcona w slodki bilet miłosny.

### Muzyka
W przeciwieństwie do Gazety, gdzie widać pośpiech i niedbałość wykończenia, muzyka Otella odznacza się bardzo starannym opracowaniem, zwłaszcza w zakresie rozbudowy scen, harmonii i instrumentacji. Wartość muzyczna utworu pozostaje w ścisłym związku z jakością libretta. Tam gdzie sytuacje sceniczne są konwencjonalne, konwencjonalna i bezbarwna jest też muzyka, gdzie jednak tekst Beria wznosi się ponad przeciętność i działa na wyobraźnię kompozytora, tam Rossini tworzy obrazy sugestwne i wyraziste.
Uwertura została wcześniej wykorzystana w Turku we Włoszech i Zygmuncie. Muzyka I i II aktu jest bardzo nierówna, choć nie brak tam kart o bezspornej wartości. Należy do nich duet Desdemony i Emilii, rozbudowany finał I aktu ze sceną przekleństwa; w II akcie uwagę przykuwa pełen pasji duet Otella i Jagona, zakończony efektowną strettą (zaczerpniętą z Torvalda i Dorliski). Najwartościowszą muzycznie część opery stanowi akt III. Francis Toye nie waha się określić go mianem arcydzieła. W III akcie najbardziej szekspirowskim z całej opery Rossini osiąga wyżyny ekspresji dramatycznej. Do najbardziej udanych części należą: liryczna "Pieśń o wierzbie" Desdemony, dramatyczny dialog z Otellem, scena burzy i końcowa katastrofa. Sam Rossini, często przesadnie krytyczny w stosunku do swych dzieł, zapytany po latach, które opery go przeżyją, odpowiedział: Cyrulik sewilski, II akt Wilhelma Tella i III akt Otella.
Tworząc Otella Rossini po raz pierwszy zaingerował w tekst libretta wprowadzając na początku aktu III melancholijną i nastrojową pieśń gondoliera do słów Dantego z Boskiej Komedii: Nessun maggior dolore che ricordarsi del tempo felice nella miseria (Nie ma większego bólu jak wspominanie szczęścia w niedoli). Kompozytor wyznał później Ignazowi Moschelesowi, że Berio miał obiekcje do umieszczenia pieśni w operze wskazując, że gondolierzy weneccy nie znają raczej twórczości Dantego.

### Znaczenie
Znaczenie Otella, oprócz wartości muzycznych utworu, polega również na tym, że wprowadza on szereg nowych elementów, przełamujących dotychczasowe konwencje. Nowością było rozszerzenie opery do trzech aktów i wprowadzenie tragicznego zakończenia. Szczególnie ta ostatnia innowacja nie wszędzie znalazła uznanie. Wiele teatrów włoskich wystawiało Otella z zakończeniem, w którym bohater pozwalał się przekonać, że jego podejrzenia były bezpodstawne i przedstawienie kończyło się pojednaniem pary głównych bohaterów, śpiewających duet z Armidy, późniejszej opery Rossiniego: Cara per quest'anima. Zdarzało się też, że Otello zmieniał kolor skóry, gdyż związek białej kobiety z murzynem publiczność uważała za nieprzyzwoitość.
W Otellu wzrasta znaczenie recytatywów, akompaniuje im już cała orkiestra, a nie jak w Elżbiecie, tylko smyczki. Recytatyw przestaje być łącznikiem między "numerami", stając się istotnym elementem całości, nie pozbawionym wyrazistości i plastyczności. Kompozytor rezygnuje też, szczególnie w III akcie z popisów wirtuozowskich, na rzecz silniejszego związania muzyki z dramaturgią akcji.